# Insorgenza tirolese

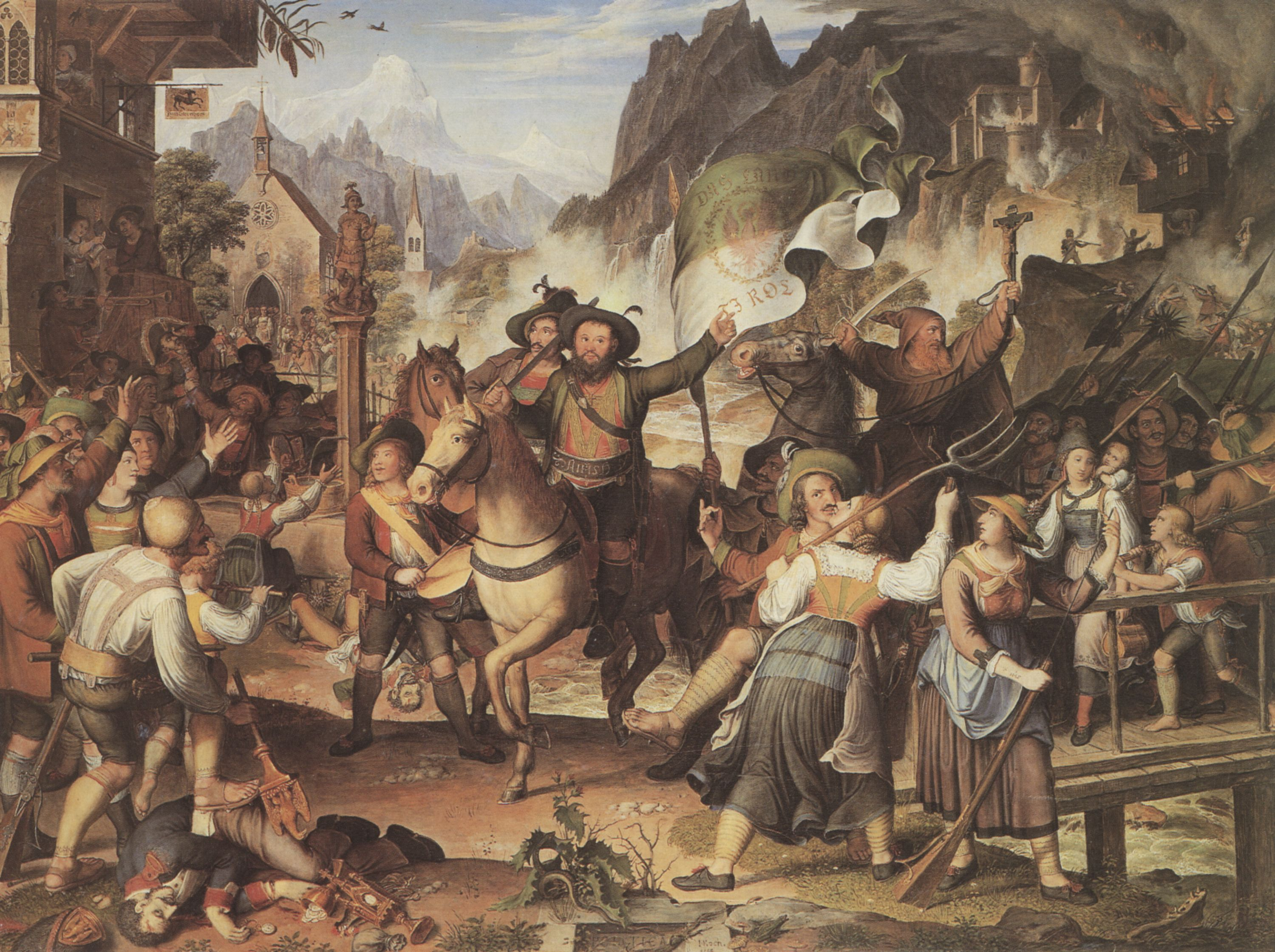
Tiroler Landsturm 1809; dipinto di Joseph Anton Koch (verso il 1820)

L'insorgenza tirolese (in lingua tedesca Tiroler Aufstand) è l'insieme delle vicende storiche avvenute nel 1809 quando il Tirolo, al tempo dominio bavarese, fu uno dei teatri di guerra secondari nel conflitto fra Primo Impero francese, Regno di Baviera ed alleati, e la quinta coalizione. Nel territorio tirolese l'esercito asburgico fu affiancato da insorti tirolesi sotto la guida di Andreas Hofer e il territorio tornò momentaneamente sotto il controllo degli Asburgo.
Dopo la sconfitta austriaca e il conseguente trattato di Schönbrunn gli insorti riuscirono a sopraffare autonomamente le truppe francobavaresi, assumendo brevemente il controllo del territorio, per poi venire definitivamente sconfitti.
La vicenda fu una delle diverse insorgenze antifrancesi in Italia e anche in Europa che si ebbero nel 1809.
Da un punto di vista militare le vicende legate all'insorgenza furono marginali, sia per estensione sia per durata ed ebbero una trascurabile influenza sul corso della guerra. Il nazionalismo ottocentesco enfatizzò le battaglie tirolesi (più propriamente  scontri o combattimenti), e vengono considerate di grande importanza per l'identità tirolese ed austriaca.

## Antefatti
Nel 1796, allo scoppio delle guerre napoleoniche, la Contea del Tirolo e l'Elettorato di Baviera erano entrambe entità semiautonome, nell'ambito del Sacro Romano Impero.
La Contea del Tirolo era parte dell'Arciducato d'Austria dal 1363, disponeva di un Landstände (una Dieta in cui erano rappresentati quattro stati: la nobiltà, il clero, la borghesia e il contado) che amministrava il paese e di un capitano provinciale, incaricato del potere giudiziario e della difesa della Contea, della religione cattolica e della libertà della provincia. L'autorità austriaca era rappresentata da un governatore di nomina imperiale. Alla fine del XVIII secolo, il Tirolo aveva 600 000 abitanti, dei quali il 4% appartenevano alla nobiltà e al clero, 17% alla borghesia e 78% al contado.
La popolazione della Contea era molto legata al cattolicesimo, circostanza che è stata attribuita all'intesa opera svolta dai gesuiti nel corso del XVIII secolo, e si era opposta alle riforme laiche e centralizzatrici del Giuseppinismo, politica iniziata dall'imperatore Giuseppe II del Sacro Romano Impero, che aveva portato la Contea sull'orlo della rivolta. Tale politica perdurò fino ai regni di Leopoldo II e Francesco II.
Erano presenti nel suo territorio i Tiroler Schützen che traevano le loro origini in un editto del 1511 (Landlibell). La milizia era stata mobilitata per la prima volta nel 1705 a causa della guerra di successione spagnola. Nell'occasione aveva respinto truppe francesi e bavaresi a Pontlatzer Brücke nei pressi di Landeck. A seguito di questo successo, tale milizia era stata rafforzata: gli uomini fra i 18 e i 40 anni erano mobilitati nelle compagnie di tiratori (Schützen), quelli fra i 40 e i 60 di riserva nella milizia territoriale (Landsturm). Erano tenuti ad esercitarsi al tiro tutte le domeniche, eleggevano i loro capitani e non potevano essere impiegati al di fuori del Tirolo. Nel 1808 la struttura e l'organizzazione di tale milizia fu utilizzata per mobilitare gli insorti.

## Guerre napoleoniche dal 1796 al 1803

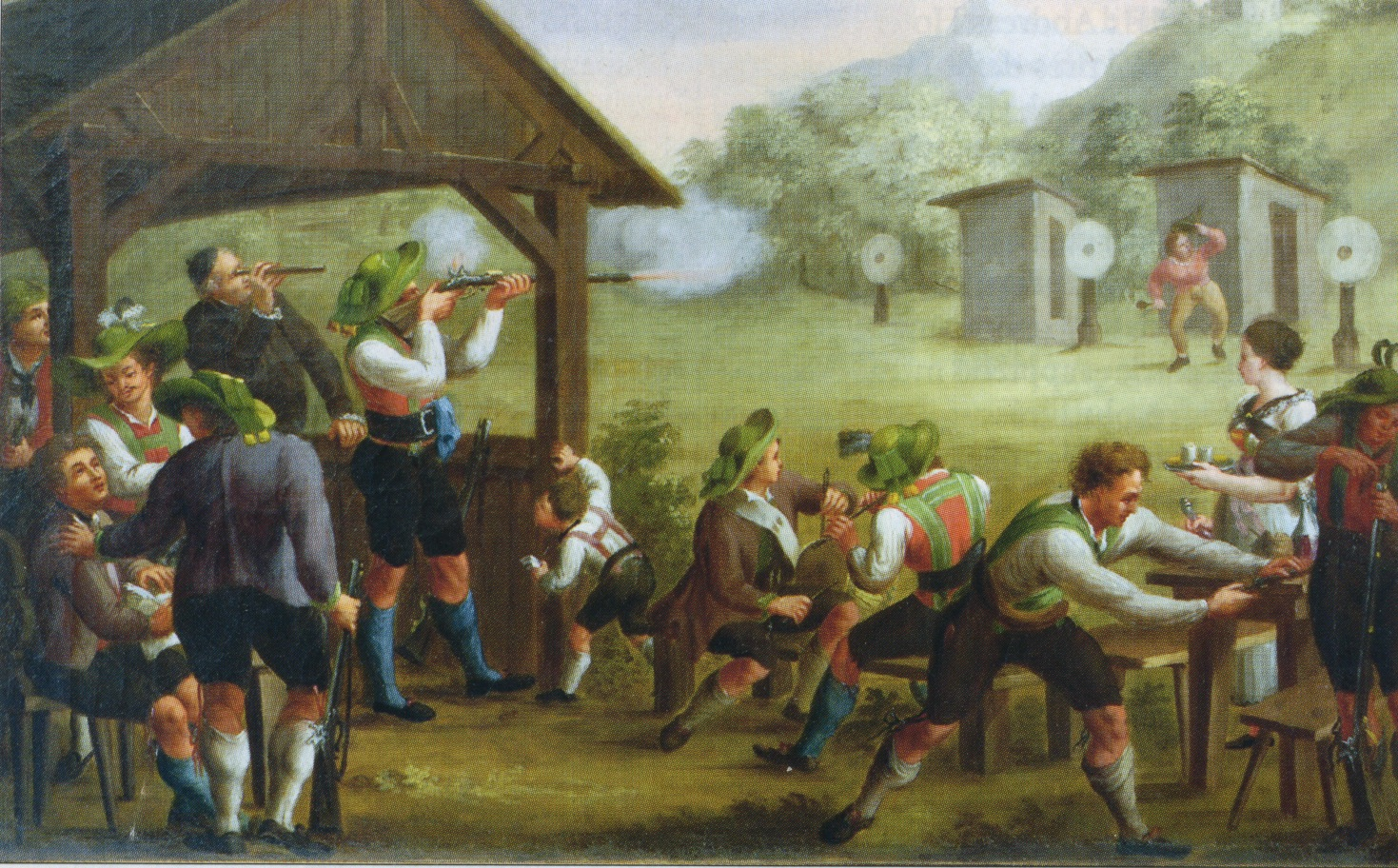
Esercitazioni di bersaglieri (Schützen) tirolesi, olio su tela anonimo

Il Sacro Romano Impero fu fra i promotori delle guerre della prima, seconda e terza coalizione, venendo ripetutamente sconfitto.
Nel corso della campagna d'Italia, a partire dal 1796, l'esercito asburgico subì ripetute sconfitte. Un'eccezione fu costituita battaglia di Cembra (2 novembre 1796), uno scontro secondario che non influì sulle sorti della guerra.
Nel 1797, durante la spedizione del Tirolo, l'esercito asburgico (affiancato dalle milizie) tentò invano di contrastare una divisione francese al comando del generale Joubert, che attraversò, aprendosi la strada con le armi, l'intero territorio della contea, per raggiungere il grosso dell'esercito napoleonico a Leoben, in Carinzia.
Poiché le milizie tirolesi non portavano uniforme, gli uomini fatti prigionieri dai francesi venivano fucilati. I tirolesi adottarono allora una sorta di uniforme a partire dal 1799: pur rimanendo di foggia differente, fu prescritto di portare una coccarda verde chiaro sul cappello, un colletto verde ed un risvolto pure verde alle maniche.
Nel 1800 scoppiò la guerra della seconda coalizione. Nel contesto della seconda campagna d'Italia le milizie furono impiegate in azione alla frontiera svizzera. Dopo che le fortezze asburgiche di Scharnitz e Leutasch erano state conquistate dai francesi, il Tirolo divenne un territorio aperto all'occupazione. Le truppe regolari austriache abbandonarono quindi il territorio, che divenne zona d'occupazione militare francese. Le associazioni di tiratori (Schützenverbände) vennero sciolte.
Nel 1803, in conseguenza del Trattato di Lunéville, la Contea si ingrandì a spese dei soppressi principati Vescovili di Trento e Bressanone.

## Annessione alla Baviera, 1805

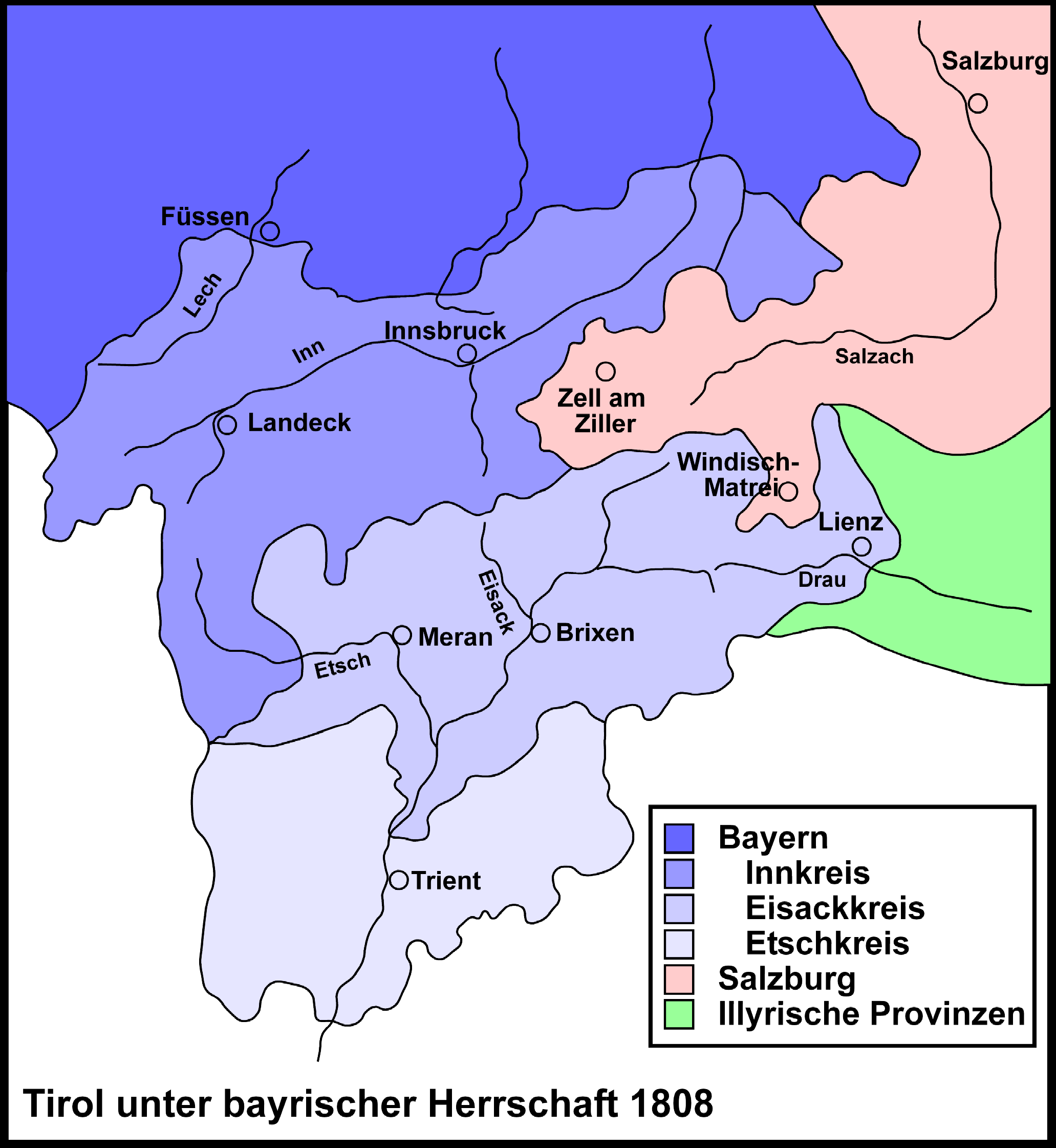
I tre dipartimenti (Regierungsbezirk) meridionali della Baviera nel 1808.

Nel 1805, al tempo della guerra della terza coalizione, le truppe austriache comandate dall'arciduca Giovanni, il fratello minore dell'imperatore d'Austria Francesco I, furono schierate in Tirolo. Ma a seguito della vittoria di Napoleone a Ulma, le truppe francesi condotte dal maresciallo Ney entrarono in Tirolo in novembre. Su ordine dell'imperatore, l'arciduca Giovanni dovette abbandonare il territorio. I francesi sbaragliarono i tirolesi a Scharnitz, ma furono sconfitti al Passo Strub: ciononostante tutto il territorio fu occupato entro novembre. In un proclama l'arciduca Giovanni promise alla popolazione che l'Austria sarebbe tornata a liberare il Tirolo.
Alla fine del mese le truppe francesi furono rilevate dalle truppe bavaresi. Il 26 dicembre l'Impero Austriaco, sconfitto ad Austerlitz, firmò il trattato di Presburgo, che definì i nuovi equilibri europei. Con la nascita della Confederazione del Reno la Germania fu sottratta all'influenza degli Asburgo, che fu sostituita da quella francese. Il Sacro Romano Impero, ormai privo di significato, fu sciolto. Nell'ambito della confederazione, venne costituito il Regno di Baviera il cui sovrano divenne il principe elettore Massimiliano I Giuseppe.
Il Tirolo fu annesso al Regno di Baviera, alleato dell'Impero Francese.

### Riforme illuministiche bavaresi

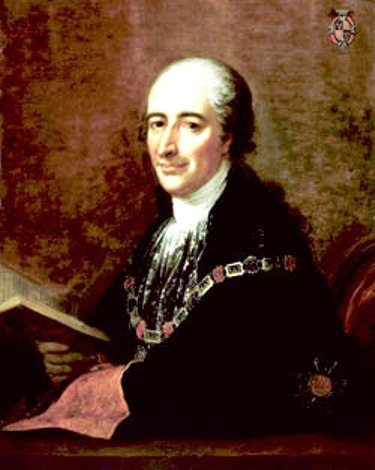
Maximilian von Montgelas, primo ministro del Regno di Baviera.

Il primo ministro della Baviera Maximilian von Montgelas promosse una politica volta alla modernizzazione del paese, abolendo i privilegi feudali, secolarizzando i beni ecclesiastici, riformando l'amministrazione dello stato i n senso unitario e accentrato. Ridusse l'influenza della Chiesa cattolica nella cultura e nella politica bavarese, estese i diritti civili ai protestanti e concesse alcuni diritti alle comunità ebraiche della Baviera. Abolì la tortura, introdusse l'istruzione obbligatoria gratuita, il servizio militare obbligatorio e le vaccinazioni obbligatorie, introdusse il divorzio. Si affermarono i principi di uguaglianza e di libertà della rivoluzione francese: una modernizzazione del sistema giudiziario e finanziario, furono abrogati i privilegi dell'aristocrazia, fra cui il diritto dei proprietari terrieri di giudicare i loro contadini personalmente,
I principi della Rivoluzione francese furono recepiti nella Costituzione, promulgata il 1º maggio 1808.
Nei territori di montagna dell'ex Tirolo le riforme incontrarono resistenze, ma nelle città molti accettarono con entusiasmo le nuove riforme e sperarono, anche grazie ai nuovi confini e nella prossimità della capitale Monaco, in nuovi vantaggi e migliori strutture.

#### Amministrazione
Nel giugno del 1806 l'amministrazione della Baviera fu riformata e il regno venne diviso in 15 dipartimenti (Regierungsbezirk), secondo il modello francese. Le specificità locali, che derivavano dai privilegi dell'aristocrazia, furono abrogate e fu imposta una legislazione uniforme in tutto il regno. La dieta (Landstände) del Tirolo fu quindi soppressa. Il potere civile in Tirolo era esercitato dal Commissario di Corte Carlo d' Arco, che fu rimpiazzato da tre commissari: Maximilien Lodron, Georg von Aretin e Johann von Welspeg, ciascuno a capo di un dipartimento. Dei funzionari venuti direttamente dalla Baviera furono inviati nell'ex contea.

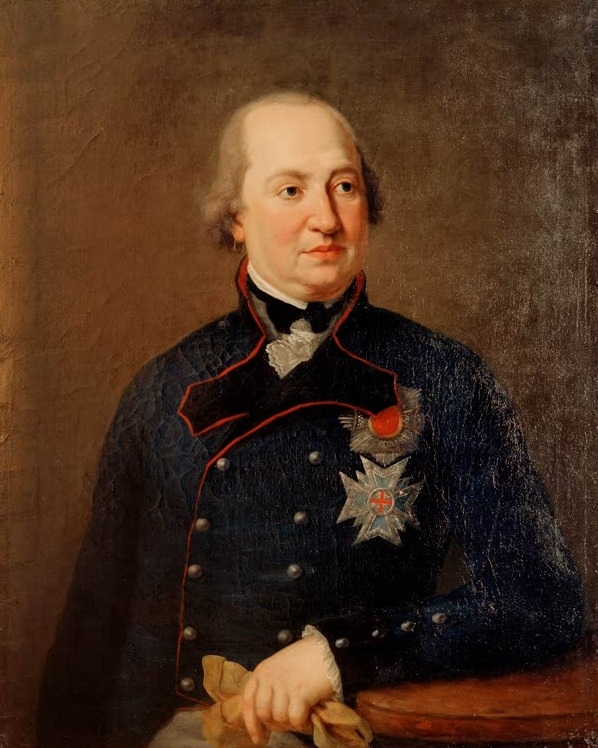
Massimiliano I Giuseppe, re di Baviera

La costituzione riorganizzò il territorio bavarese in senso centralistico sull'esempio francese, la "Baviera Meridionale" venne divisa in tre circondari denominati dai loro corsi d'acqua principali: Adige (ted. Etsch), Isarco (ted. Eisack) ed Inn.
Nel nuovo contesto le arcaiche istituzioni tirolesi infatti, non potevano più essere tollerate. La dieta Tirolese, col relativo ordinamento di stampo medievale e la relativa divisione in classi sociali, fu abrogata, cosa che comportò la perdita dei privilegi dell'alto clero e dell'aristocrazia. Il modello centralistico prevedeva una legislazione uguale in tutte le zone del regno, in un'ottica di razionalizzazione tipica dell'illuminismo e della rivoluzione francese.

#### Leva militare
leggi.»
(Costituzione del Regno di Baviera (26 maggio 1818), titolo IX, art. 1)
Le innovazioni belliche napoleoniche resero necessaria l'introduzione della "levéé en masse" su modello francese; nel Tirolo la questione era fino a quel momento regolata dall'anacronistico Landlibell del 1511, che prevedeva che il servizio militare si svolgesse esclusivamente nella milizia territoriale. Si trattava di un'innovazione che riguardava tutta l'Europa, Impero Austriaco compreso e che gli Asburgo reintrodussero successivamente.
Come in tutta Europa il servizio di leva suscitò malcontento.  Nel 1806 la Baviera organizzò il servizio di leva, per aumentare gli effettivi militari. Inizialmente addestrato un battaglione di volontari, tuttavia non appena fu inviato in Baviera 300 uomini su 900 disertarono.
Nel gennaio 1809 il governo decretò una chiamata alle armi, in base alla quale l'ex Tirolo avrebbe dovuto fornire 1 000 uomini per un servizio di 6 anni, i coscritti sono estratti a sorte, ma quasi tutti prescelti fuggirono andando a nascondersi in montagna. Fra il 12 ed il 13 marzo 1809 ad Axams, allorquando furono richieste le quote di coscritti, ci furono importanti fenomeni di renitenza alla leva, con giovani che si davano alla fuga, e contadini armati che portarono in prigione i soldati bavaresi, dopo averli disarmati.

#### Ridimensionamento potere ecclesiastico

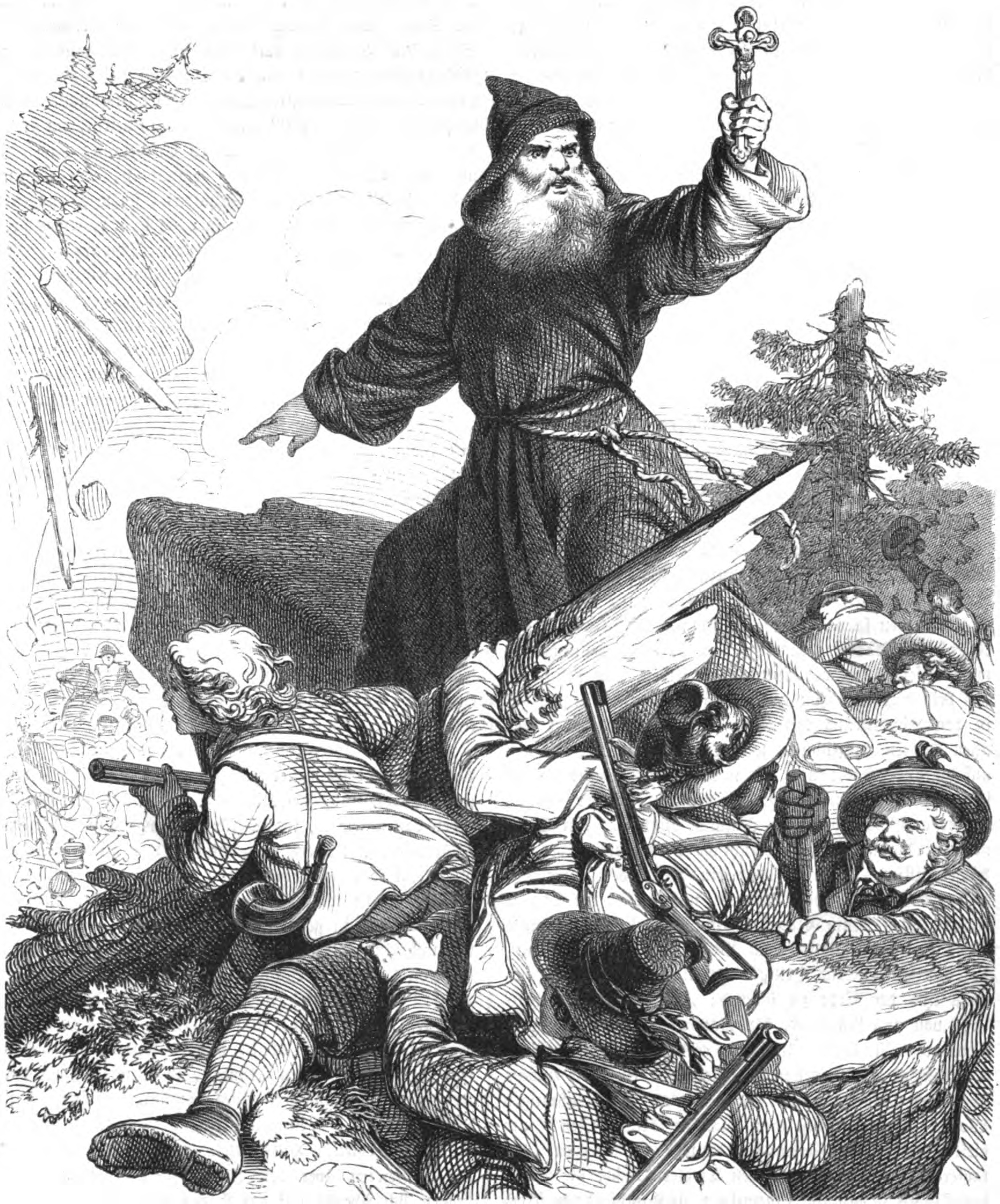
Il frate cappuccino Joachim Haspinger, celebre per il suo fanatismo religioso, fu l'ideologo dell'insorgenza tirolese.

religione non potrà essere vietato. [...]»
(Costituzione del Regno di Baviera (26 maggio 1818), titolo IV, art. 9)
Fu varata una politica religiosa anticlericale. Molte feste religiose furono proibite, allo stesso modo i pellegrinaggi e le processioni, con l'obiettivo di migliorare il tenore di vita dei contadini aumentando il numero di giorni lavorativi. A partire dal 1807, numerosi conventi furono soppressi e i loro beni incamerati dallo Stato. Il clero protestò, numerosi preti rifiutarono di obbedire,  molti furono arrestati dalla polizia ed esiliati. L'anno 1807 vide la formazione dei primi gruppi di congiurati.
I provvedimenti per la limitazione del potere ecclesiastico suscitarono malcontento, come già era successo ai tempi di Giuseppe II, che aveva varato riforme simili, che non erano state applicate per il netto rifiuto dell’aristocrazia e del clero tirolesi.
Il governo illuminista bavarese aveva ridotto il numero di feste religiose e soppresso un buon numero di enti religiosi. Il fine era quello di accrescere il numero dei giorni lavorativi, alquanto ristretto dall'abbondanza di festività, e di favorire un passaggio di beni fondiari da proprietari ecclesiastici, che li trascuravano e non sapevano amministrarli, ad imprenditori capaci. Si trattava quindi di provvedimenti di natura economica.
Altre norme che suscitarono contrasti perché accusate di “empietà” furono l'istruzione elementare obbligatoria, la costruzione di nuovi cimiteri all'esterno dei centri abitati  (per ragioni sanitarie) e la proibizione dell'uso delle campane per prevenire le tempeste. L'utilizzo delle campane per impedire tempeste e grandinate era una pratica risalente al Medioevo, giudicata “superstiziosa” dagli stessi teologi cattolici e la cui origine derivava da credenze del paganesimo germanico.
Fu inoltre avviata una campagna (non solo in Baviera) di secolarizzazione dei beni ecclesiastici, che fu maltollerata dal clero. Nel Sacro Romano Impero, alla vigilia della sua definitiva cessazione sopravvivevano molti principati ecclesiastici che furono tutti secolarizzati con il trattato di Lunéville, con la mediatizzazione di vari principati, contee e signorie ad ovest del Reno (ivi inclusi quello di Trento e Bressanone, fatto che spesso non viene menzionato).
Viene osservato che la politica di secolarizzazione del barone che spinse tirolesi alla rivolta, tutto sommato, non consistesse in altro che nella proibizione del superstizioso suonare delle campane in caso di maltempo, delle benedizioni delle condizioni atmosferiche e della scomunica delle streghe. Era soprattutto il predicatore di campo di Hofer, Joachim Haspinger, che pungolava sulle questioni religiose. Haspinger viene di volta in volta descritto come fanatico, ultracattolico o fondamentalista, anche perché rifiutò la vaccinazione contro il vaiolo, che considerava un'aggressione all'opera di Dio.

#### Obbligo vaccinale
L'introduzione dell'obbligo della vaccinazione, introdotto nel 1807, provocò violenti tumulti nel Tirolo propriamente detto. I tirolesi erano convinti che la vaccinazione fosse una creazione diabolica, tramite la quale veniva iniettato il protestantesimo.
Determinante fu il fanatismo religioso di padre Joachim Haspinger e i suoi appelli all'immediata rivolta contro l'obbligo di vaccinazione contro il vaiolo, in quanto "non spetta agli uomini immischiarsi in questa modo con i piani di Dio" ("da es den Menschen nicht zustehe, sich auf diese Weise in Gottes Plan einzumischen").

### Crisi economica
Fin dall'inizio della dominazione bavarese, il carico fiscale per i tirolesi aumentò del 20%. Nello stesso tempo ebbe inizio un periodo di ristagno economico, da ricondursi da un lato, al Blocco continentale contro Napoleone, e dall'altro al fatto che le dogane della provincia rimasero in vigore e persino l'esportazione di bovini verso la Baviera era vietata.
Non vi era inoltre alcun incentivo allo sviluppo dei commerci, della produzione e del traffico.

## Impero asburgico verso una nuova guerra, 1809
La sconfitta subita nella guerra della terza coalizione del 1805, le perdite territoriali patite per via della pace di Presburgo e soprattutto la fine dell'influenza austriaca sulla Germania a vantaggio della Francia costituivano un motivo di profondo risentimento da parte della corte di Vienna nei confronti dei francesi. Poiché era evidente che queste concessioni non potevano essere recuperate al tavolo della diplomazia, l'unica strada rimasta era quella di una nuova guerra contro l'impero di Napoleone. Tuttavia, la pessima prova fornita dalle armate austriache nella guerra del 1805 rendeva impellenti nuove riforme in campo militare, riforme che subirono un'accelerazione quando l'arciduca Carlo d'Asburgo-Teschen fu nominato comandante in capo dell'esercito nel 1806: furono introdotte nuove formazioni tattiche, venne data maggiore importanza alle unità di fanteria leggera e alle tattiche di schermaglia e fu istituita la Landwehr, una milizia nazionale che riuniva tutti i maschi tra i 18 ed i 45 anni che non fossero già arruolati nell'esercito regolare, in pratica un tentativo di replicare la "leva di massa" della Francia rivoluzionaria. Poco prima dello scoppio della guerra Carlo introdusse la riforma più importante, istituendo anche nell'esercito austriaco il sistema dei corpi d'armata già adottato dalla Grande Armée francese: queste formazioni, composte da reparti di fanteria, cavalleria e artiglieria, erano in pratica dei piccoli eserciti in miniatura, capaci di combattere autonomamente, ma scaglionati, in modo che l'uno potesse rapidamente accorrere in supporto dell'altro.
Per la fine del 1808 la situazione sembrava favorevole ad una mossa austriaca: le sconfitte di Bailén e Vimeiro avevano dimostrato che le armate francesi non erano invincibili, ed il trasferimento di una larga fetta della Grande Armée (oltre che dello stesso Napoleone) in Spagna rendevano più favorevole la situazione sul fronte tedesco. Il Regno Unito era sempre pronto a fornire appoggio, dando assistenza finanziaria e promettendo di sbarcare un contingente di truppe nel nord della Germania, mentre un intervento austriaco avrebbe potuto provocare una rivolta anti-francese nei territori tedeschi, inducendo anche la Prussia ad unirsi al conflitto; un accordo per un intervento prussiano in favore dell'Austria in caso di conflitto era stato redatto nell'ottobre del 1808, anche se in seguito fu sconfessato dal re Federico Guglielmo III. Più incerto era l'atteggiamento che avrebbe assunto la Russia: nonostante gli impegni assunti ad Erfurt, tuttavia, era dato per scontato che lo zar non si sarebbe impegnato a fondo in un conflitto a fianco dei francesi contro la monarchia asburgica.
Le discussioni in seno alla corte di Vienna si fecero molto accese: il partito favorevole alla guerra annoverava l'imperatrice Maria Ludovica, il primo ministro von Stadion e l'ambasciatore austriaco a Parigi Klemens von Metternich, quest'ultimo convinto che nella stessa Francia vi fosse una forte avversione a un nuovo conflitto contro gli austriaci; il più contrario alla guerra era invece lo stesso arciduca Carlo, convinto che le riforme introdotte non fossero ancora sufficienti e ben rodate per garantire una supremazia austriaca sui veterani francesi. Incoraggiato anche dall'evidente sostegno popolare alla guerra, l'imperatore Francesco I, fratello maggiore dell'arciduca Carlo, prese infine la decisione l'8 febbraio 1809: l'Austria avrebbe dichiarato guerra alla Francia nella primavera

## Cause dell'insorgenza
Le insorgenza fu quindi, come altre "insorgenze" del periodo, un'insurrezione controrivoluzionaria, la più celebre delle quali fu l'insurrezione di Vandea.
Le cause furono:
- la crisi economica (dovuta al blocco continentale);
- l'aumento della tasse (per finanziare le guerre del periodo);
- le riforme illuministiche e la volontà di nobiltà e clero di riconquistare i privilegi perduti;
- il malcontento (come in tutta Europa) per la leva obbligatoria;
- la reazione contro la limitazione del potere della Chiesa, portato avanti talvolta da fanatici religiosi.
- il fanatismo religioso di padre Joachim Haspinger[19] e i suoi appelli all'immediata rivolta contro l'obbligo di vaccinazione contro il vaiolo, che furono un fattore determinante.

## Preparazione dell'insurrezione
Cosciente dell'impopolarità del governo bavarese in Tirolo, l’Austria moltiplicò i suoi contatti con la provincia, a partire dall'anno 1808. Molto legato al Tirolo e dov'è una figura molto popolare, l'arciduca d'Austria Giovanni d'Asburgo, sostenne il progetto di un'insurrezione nella regione supportato da un intervento delle truppe austriache.
Tre congiurati, Franz Nessing, Peter Huber e Andreas Hofer se recarono a Vienna nel gennaio 1809 per esporre la situazione della provincia, e per chiedere truppe, munizioni, un'appropriata amministrazione e le restaurazione del precedente ordinamento del Tirolo. Il 3 febbraio ritornarono in Tirolo con finanziamenti per organizzare i rivoltosi.
Il piano dell'arciduca Giovanni venne approvato dall'imperatore Francesco II nonostante l'opposizione dell'arciduca Carlo e dell'imperatrice Maria Luisa ad un sollevamento popolare. L'insurrezione fu dapprima fissata per il 13 marzo per poi essere spostata in aprile, in concomitanza con lo scoppio della guerra.
I cospiratori, per lo più locandieri, iniziarono ad organizzare i gruppi di ribelli ed a designarne i comandanti in tutto il Tirolo.
La polizia bavarese ebbe forti sospetti e alcuni cospiratori, tra cui Hofer, furono identificati, ma venne ugualmente presa alla sprovvista dagli eventi. La guarnigione a difesa del Tirolo era formata soltanto da 3 000 soldati bavaresi, al comando del generale Kinkel.

## Scoppio della guerra e offensiva austriaca

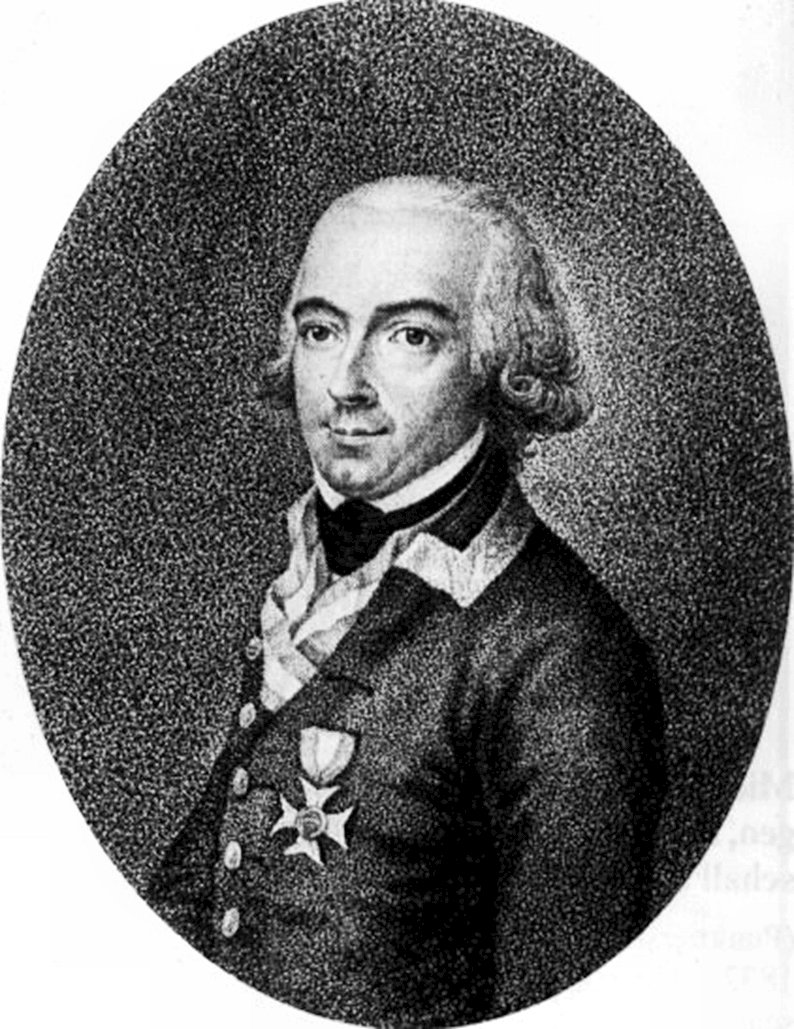
Johann Gabriel Chasteler de Courcelles (1763–1825), comandò l'offensiva austriaca in Tirolo

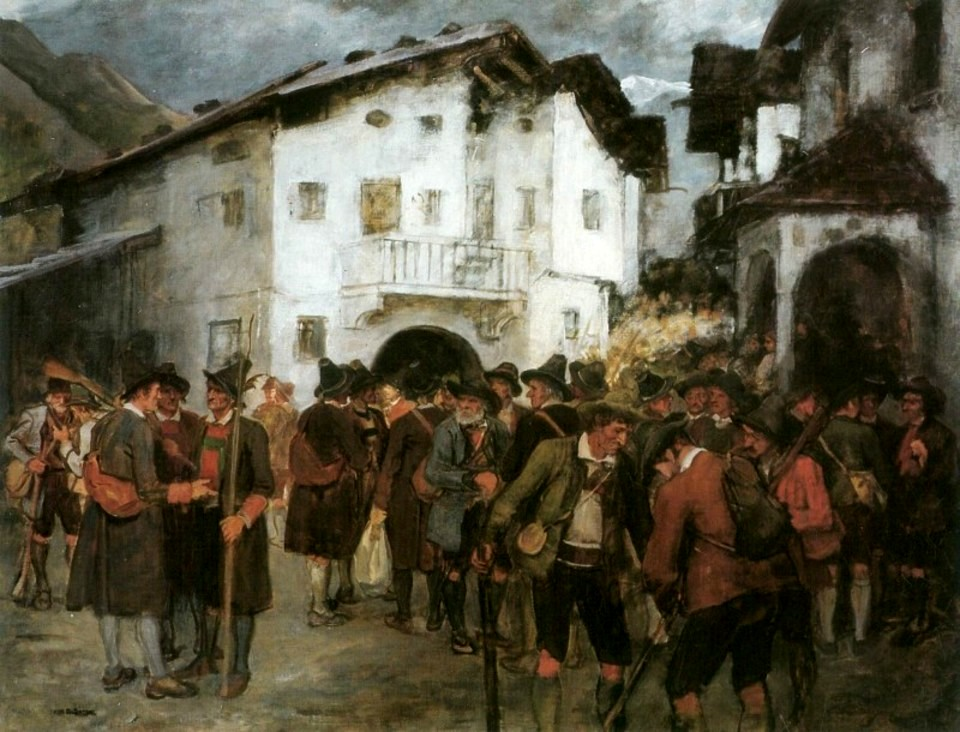
La ribellione, olio su tela di Franz Defregger, 1900.

Tra l'8 e il 9 aprile, l'esercito austriaco entrò in Tirolo, forte di 7000 uomini divisi in 9 battaglioni e 17 cannoni al comando del tenente generale Johann Gabriel Chasteler de Courcelles, coadiuvato dai generali Lien, Marshall e Buol. Al mattino gli austriaci entrarono a Lienz dove furono accolti come liberatori dalla popolazione. Una seconda colonna forte di un reggimento e di due battaglioni comandati dal tenente colonnello Paolo Taxis von Bordogna-Valnigra attaccò Salisburgo. Molestati dai primi gruppi di insorti, i bavaresi evacuarono Brunico senza riuscire a distruggerne il ponte. Il 10 aprile Bressanone fu attaccata dagli Schützen, ma i bavaresi furono soccorsi dai 2 500 uomini di una colonna francese comandata dal generale Baptiste Pierre Bisson. I franco-bavaresi evacuarono ugualmente Bressanone decidendo di dirigersi a Innsbruck; durante la marcia, i contadini insorti attaccarono la colonna riuscendo a catturare 200 bavaresi della retroguardia. Una seconda colonna francese che seguiva la prima apprese la notizia e il suo comandante, il generale Louis Lemoine, preferì pertanto ripiegare a sud, verso Trento.
L'11 aprile Hofer sconfisse i bavaresi a Vipiteno e conquistò la città. I tirolesi la evacuarono poche ore dopo, all'annuncio dell'arrivo della colonna di Bisson, in ritirata verso Innsbruck: poiché i franco-bavaresi erano solo di passaggio,  alla fine della giornata i tirolesi ripresero possesso di Vipiteno. Lo stesso giorno le campagne intorno a Innsbrück insorsero e il giorno dopo 6000 contadini conquistarono la città. I bavaresi si arresero e alcuni di loro vennero sommariamente giustiziati. Il giorno seguente il comandante delle milizie Martin Teimer prese il comando degli insorti mentre Hall venne catturata dagli insorti di Josef Speckbacher e la sua guarnigione presa prigioniera. In questo momento i bavaresi avevano già perso 3000 uomini, fra caduti, feriti e prigionieri.
Da parte sua il generale Bisson, ignorando l'accaduto, continuò la sua marcia verso Innsbrück. Il 12 aprile, la sua colonna lasciò Vipiteno: lungo tutto il percorso, i suoi uomini furono molestati dalle imboscate degli insorti, che provocarono valanghe e frane. Il giorno seguente, all'alba, i 2 500 francesi e i 1 300 bavaresi erano alle porte di Innsbruck, ma resosi conto che la città era nelle mani degli insorti, Bisson si arrese (prima battaglia del Monte Isel). Quindi, dopo soli quattro giorni di combattimenti, i tirolesi avevano catturato 6000 soldati franco-bavaresi.
Da parte sua, l'esercito imperiale austriaco continuava la sua avanzata e il 14 aprile entrava a Bressanone e quindi a Vipiteno. Chasteler inviò tre battaglioni a sud; il 16 gli austriaci raggiunsero Innsbruck, dove la popolazione gli diede un'accoglienza trionfale, quasi tutto il Tirolo era pertanto occupato dall'Austria. Josef von Hormayr e Anton von Reschmann conquistarono la provincia, i funzionari bavaresi furono arrestati o deportati e vennero organizzate compagnie di Schützen. Pochi giorni dopo, il tenente colonnello Paolo Taxis lanciò le prime incursioni in Baviera, dove furono effettuate delle requisizioni al limite del saccheggio.
Più a sud, il generale francese Baraguey di Hilliers occupò Trento alla testa di 10 000 uomini, ma si ritirò a sud dopo aver appreso della sconfitta del generale Beauharnais nella battaglia di Sacile in Friuli. Gli austriaci marciarono quindi verso il Trentino, dove l'insurrezione si era indebolita; il 24 aprile raggiunsero i francesi a Volano, dove si svolse un'indecisa battaglia, per poi occupare Rovereto, controllando così il Trentino. L'imperatore d'Austria pubblicò quindi il Manifesto Schärding dove annunciò la sua intenzione di riannettere il Tirolo all'Austria. Alla fine di aprile i bavaresi non controllavano più il Tirolo, ad eccetto la fortezza di Kufstein, sotto assedio.
Tuttavia, sebbene le truppe austriache avessero compiuto rapidi progressi nel Tirolo, fallirono l'obiettivo di occupare la Baviera. Dal 19 al 23 aprile il corpo principale austriaco, comandato dall'arciduca Carlo, fu sconfitto da Napoleone nella battaglia di Ratisbona e dovette riattraversare il confine. Come conseguenza di questa sconfitta in Italia, l'Arciduca Giovanni dovette a sua volta ripiegare. Di conseguenza 4 000 soldati francesi comandati dal generale Rusca entrarono in Trentino e il 4 maggio catturarono Trento, ma 4 000 Schutzen e un reggimento austriaco contrattaccarono immediatamente. Rusca preferì quindi ritirarsi rientrando nel Regno d'Italia.

## Prima controffensiva di Lefebvre

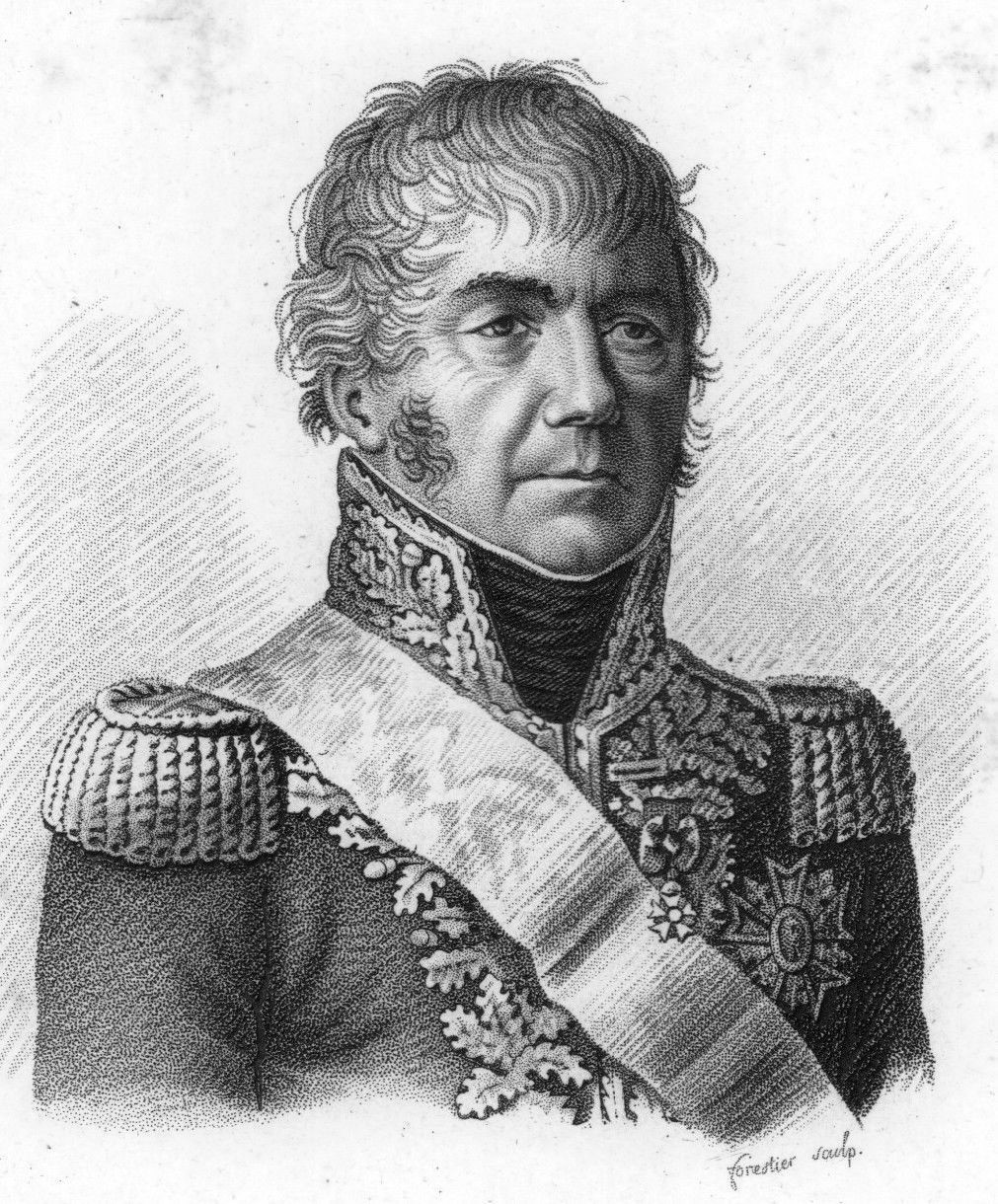
François Joseph Lefebvre, comandante delle controffensive francobavaresi (1755–1820)

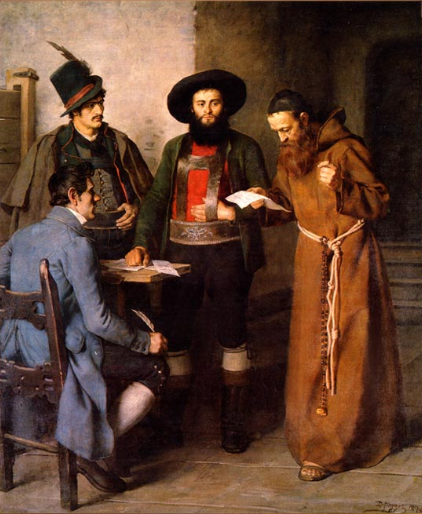
Eroi tirolesi, olio su tela di Franz Defregger, 1894
Da sinistra a destra: Kajetan Sweth, il segretario di Hofer, Josef Speckbacher, Andreas Hofer e il capuccino Joachim Haspinger.

La controffensiva principale francobavarese fu a nord: i francesi entrarono in Austria e il 30 aprile occuparono Salisburgo. L'11 maggio 25 000 bavaresi, comandati dal maresciallo François Joseph Lefebvre, entrarono in Tirolo. La prima colonna comandata dallo stesso Lefebvre e dal generale Carl von Wrede valicò il passo Strub dove attaccò le trincee tirolesi. La seconda, comandata dal generale Bernhard Erasmus von Deroy, spezzò l'assedio di Kufstein. Una terza comandata dal principe Luigi II, figlio del re di Baviera, rimase in riserva.
Le imboscate degli Schützen non impedirono ai bavaresi di avanzare: l'11 maggio Lofer fu strappata agli Schützen, il 12 Franz Philipp Fenner von Fenneberg venne sconfitto a Waidring. Chasteler riuscì a conquistare Wörgl con 5 000 uomini, ma fu attaccato il 13 maggio dalle forze bavaresi: troppo inferiori in numero, gli austriaci furono sopraffatti e ripiegarono su Innsbruck, lasciando 600 caduti e 2 000 prigionieri. Violentemente contestato, Chasteler dovette abbandonare la città e fuggire in direzione del Passo del Brennero. I bavaresi marciarono pertanto sulla sguarnita Innsbruck, reprimendo al loro passaggio l'insurrezione, a Waidring, Kirchdorf in Tirol, Strass im Zillertal, e Schlitters; le fattorie furono date alle fiamme e i civili (uomini, donne e bambini) massacrati, fucilati o impiccati. Il giorno dopo la battaglia di Wörgl, Speckbacher fu sconfitto a Strass im Zillertal, il 15 maggio la città di Schwaz, difesa dall'Oberleutnant Paul Taxis von Bordogna-Valnigra, fu presa d'assalto dalla divisione del generale von Wrede. Nonostante gli ordini impartiti dal generale, la città fu completamente bruciata e furono perpetrate molte violenze sulla popolazione con decine di civili massacrati.
Chasteler abbandonata Innsbruck raggruppò le sue truppe a Steinach am Brenner, lasciando libera la strada per Innsbruck. Lefebvre a questo punto aprì delle trattative in Tirolo ed apprese che i francesi avrebbero presto conquistato Vienna. Nel campo austro-tirolese, regnanvano le divisioni e l'indecisione. Il 19 maggio, i bavaresi entrarono a Innsbruck senza colpo ferire. Chasteler cominciò la ritirata verso l'Austria: a quel punto per Lefebvre il Tirolo risultava pacificato.
Tuttavia il 23 maggio, su ordine di Napoleone, Lefebre et von Wrede lasciarono Innsbruck per Salisburgo, per inseguire l'armata di Franjo Jelačić. Restò a difesa solamente la divisione del generale von Deroy, forte di 8 000 uomini. Nel Tirolo cisalpino, Andreas Hofer lanciò un appello alle compagnie tirolesi in cui le invitava a riunirsi a Vipiteno. L’armata austriaca batté in ritirata, Hofer raggiunse Chasteler a Brunico e tentò di convincerlo a restare in Tirolo. Tuttavia Chasteler aveva degli ordini ed era esitante: dopo un primo movimento cedette tornò indietro con i suoi 8 000 uomini. Ma due giorni dopo, cambiò di nuovo idea e ripartì per l'Austria. Inviò un ordine al Maggior generale Joseph Ignaz von Buol-Berenberg, comandante della sua retro guardia, ma il messaggio venne intercettato dagli insorti tirolesi e non fu recapitato. Di conseguenza Buol rimase in Tirolo a proseguire la guerra.

## Offensiva degli insorti

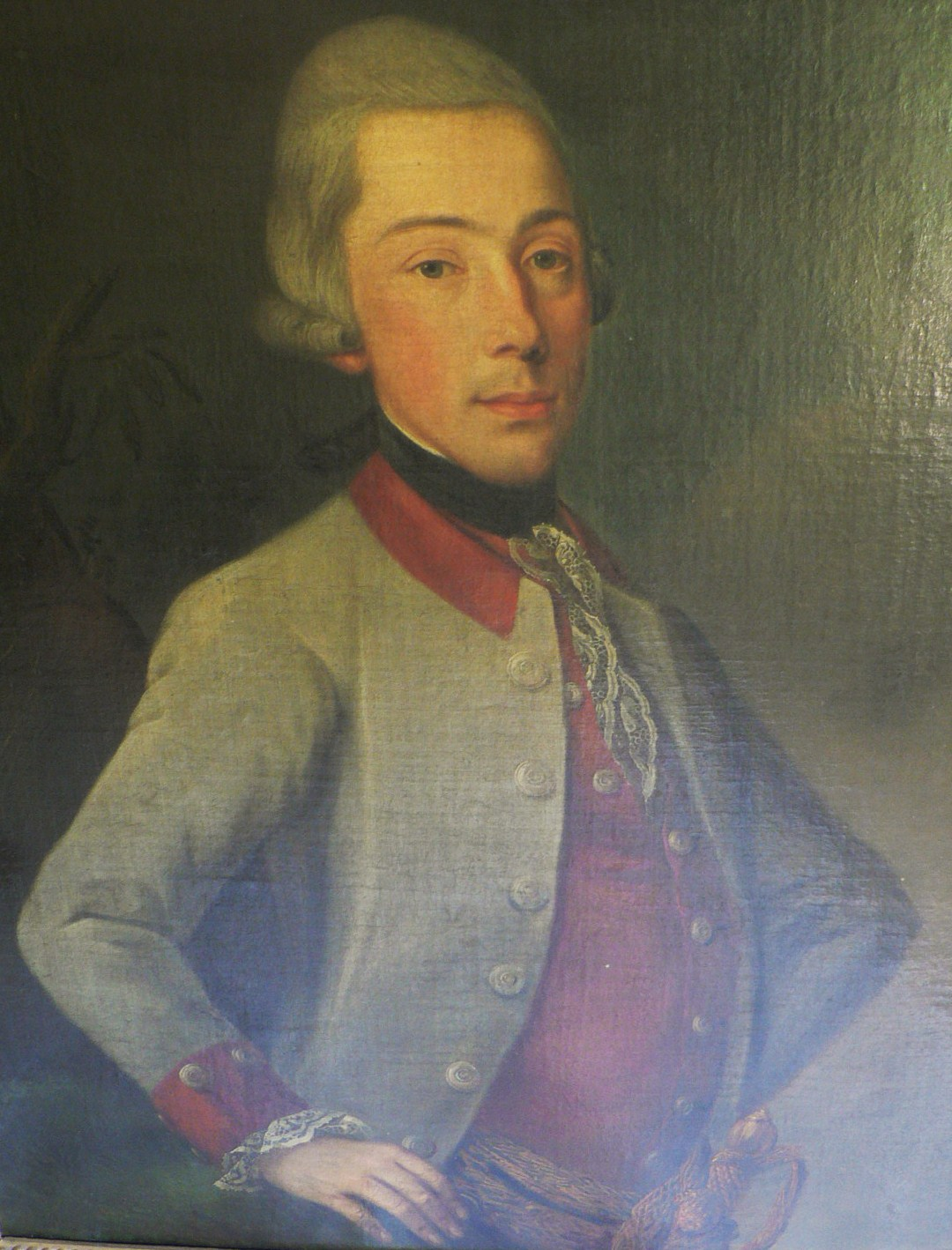
Joseph Ignaz von Buol-Berenberg

Il 23 maggio Hofer, alla testa di svariate migliaia di insorti, raggiunse il passo del Brennero. Saputo che Lefebvre aveva lasciato Innsbruck con la maggior parte delle sue truppe, i tirolesi decisero di attaccare la città. Il 25 maggio  6 000 insorti fronteggiarono la piccola guarnigione bavarese nella seconda battaglia del Monte Isel. La battaglia fu inizialmente inconclusiva, in quanto i due campi restarono sulle rispettive posizioni. Tuttavia gli insorti ricevettero dei rinforzi: quattro giorni più tardi 14 000 insorti e i soldati di Buol lanciarono un attacco congiunto al monte Isel. I bavaresi vennero sconfitti e Deroy diede l'ordine di evacuare Innsbruck. Il 30 maggio, gli insorti erano padroni della città, e di quasi tutto il Tirolo. Il 2 giugno le ultime truppe Bavaresi riattravesarono il vecchio confine fra Tirolo e Baviera.
Hormayr che era fuggito con Chasteler, ritornò in Tirolo e assunse il potere civile,  mentre Hofer si accontentò di far ritorno nella sua osteria. Alcune compagnie di bersaglieri furono messe a presidiare i confini del Tirolo;  restarono all'interno un contingente di 1 000 soldati imperiali austriaci comandati dal generale Buol. All'inizio di giugno, i francesi riescono ad occupare momentaneamente Trento, ma ne vennero rapidamente ricacciati. I tirolesi misero Kufstein sotto assedio il 12 giugno, senza riuscire a conquistarla, e rimanendo così la sola città tirolese in mano ai bavaresi.
Quale rappresentante dell'ordine civile nella riconquistata regione fu insediato il barone Joseph von Hormayr, mentre il comando militare fu assunto dal generale austriaco Johann Gabriel von Chasteler.

## Battaglia di Wagram e armistizio
Napoleone prese personalmente il comando delle operazioni militari contro gli austriaci. Quando giunse con la Guardia Imperiale attaccò in forza e sconfisse varie colonne austriache nelle battaglie di Abensberg, Landshut, Eckmühl e Ratisbona. Carlo si ritirò lungo il Danubio inseguito dai francesi. Il 12 maggio i francesi presero Vienna. Gli austriaci non capitolarono in quanto sebbene la capitale fosse occupata, il grosso dell'esercito austriaco resisteva ancora con Carlo in testa. Nonostante la guerra volgesse a suo sfavore, in un proclama datato il 29 maggio, l'imperatore Francesco II promise (avventatamente) ai tirolesi che non avrebbe mai accettato la loro separazione dalla corona austriaca.
Fra il 5 e l'11 luglio l'intero esercito austriaco fu annientato da Napoleone nella decisiva battaglia di Wagram. Su un fronte di 22 chilometri, i due eserciti schierarono complessivamente 300 000 soldati e una serie di potenti armi da fuoco. Dopo giorni di scontri gli austriaci avevano perso 50 000 soldati, mentre i francesi 34 000. Il 12 luglio il comandante supremo austriaco, arciduca Carlo, firmò l'armistizio di Znaim senza nemmeno consultare suo fratello l’imperatore. L'articolo quattro sancì la riannessione del Tirolo e del Vorarlberg al Regno di Baviera, successivamente confermata (14 ottobre) dal trattato di Schönbrunn. Il 29 luglio Joseph Ignaz von Buol-Berenberg ottemperò all'ordine di sgomberare il Tirolo con le ultime truppe austriache.

## Seconda controffensiva di Lefebvre

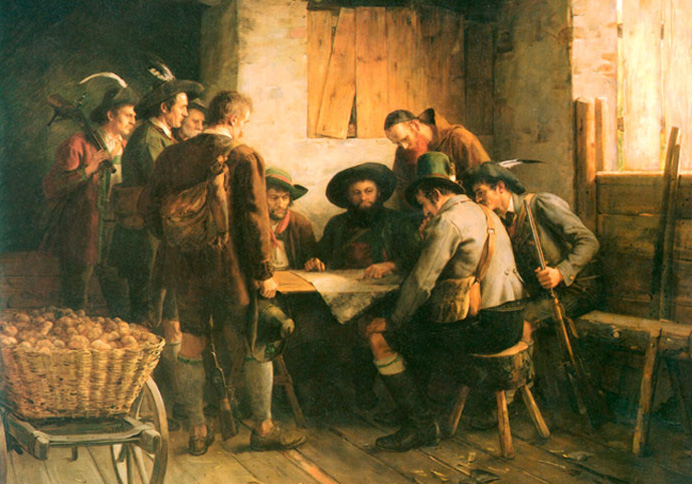
Consiglio di guerra di Andreas Hofer, olio su tela di Franz Defregger, 1897.

Sconfitto l'impero Austriaco, diventava necessario per Napoleone eliminare le sacche di resistenza, per questo a metà luglio Lefebvre era pronto per lanciare una nuova offensiva in Tirolo. La sua armata si riunì a Salisburgo: comprendeva due divisioni bavaresi comandate dal principe Luigi di Baviera e dal generale Bernhard Erasmus von Deroye, ed una divisione sassone comandata da Marie François Rouyer. Il generale Pelletier de Montmarie si schierò alla frontiera bavarese e Marc-Antoine de Beaumont fu incaricato di occupare il Vorarlberg. Ad est Giovan Battista Rusca e Baraguey d’Hilliers dovevano attaccare partendo dalla Carinzia e a sud il generale Luigi Gaspare Peyri doveva marciare da Verona attraverso la Valle dell'Adige, al comando di una divisione italiana. In tutto 20 000 soldati circondavano il Tirolo.
Il 27 luglio l'esercito di Lefebvre entrò nel Tirolo. Demoralizzati i Tirolesi sbandarono opponendo una debole resistenza e il 30 luglio Lefebvre occupò Innsbruck. Napoleone ordinò quindi al maresciallo di esercitare il massimo rigore contro i ribelli tirolesi, chiedendo 150 ostaggi, il saccheggio e l'incendio di sei grandi villaggi, il disarmo del paese e diede l'ordine di far fucilare tutti i tirolesi sorpresi con le armi in mano.

## Seconda offensiva degli insorti
Hofer, dal suo albergo in Val Passiria, decise a questo punto di riprendere le armi e organizzò una nuova insurrezione delle compagnie di bersaglieri tirolesi. Il 1º agosto Lefebvre mandò Rouyer e i suoi Sassoni a occupare Bressanone. La divisione attraversò il paese senza incontrare resistenza, ma il 4 agosto i sassoni caddero in un'imboscata. Intrappolati in una gola, schiacciati da tronchi e rocce, 1 000 di loro furono uccisi, feriti o fatti prigionieri. Lefebvre venne in soccorso con 7 000 bavaresi, fece ritirare Rouyer a Innsbruck e si diresse a Bressanone. Ma il terreno, diventato invalicabile, lo costrinse a tornare indietro. Tornato a Vipiteno, trovò la città nelle mani dei bersaglieri guidati da Andreas Hofer. Lefebvre tuttavia riuscì a fuggire valicando il Brennero, ma i suoi soldati dovettero abbandonare cannoni e cavalli per potersi inerpicare nel terreno montagnoso.
Molestati dalle imboscate dei tirolesi, i bavaresi giunsero a Innsbruck in rotta. Lo stesso giorno, un reggimento bavarese fu schiacciato al Pontlatzer Brücke, nei pressi di Landeck. Nel suo rapporto, Lefebvre ammise una perdita di 2 400 uomini dall'inizio dei combattimenti. A quel punto 18 000 tirolesi marciarono verso Innsbruck, e il 13 agosto Hofer attaccò e sconfisse Lefebvre nella terza battaglia del Monte Isel. A corto di viveri e munizioni, bavaresi e sassoni evacuarono Innsbruck e il 14 giunsero in Baviera. In tre settimane di campagna, Lefebvre aveva perso la metà dei suoi uomini, 4000 fra morti e feriti e 6 000 prigionieri.

## Reggenza di Hofer

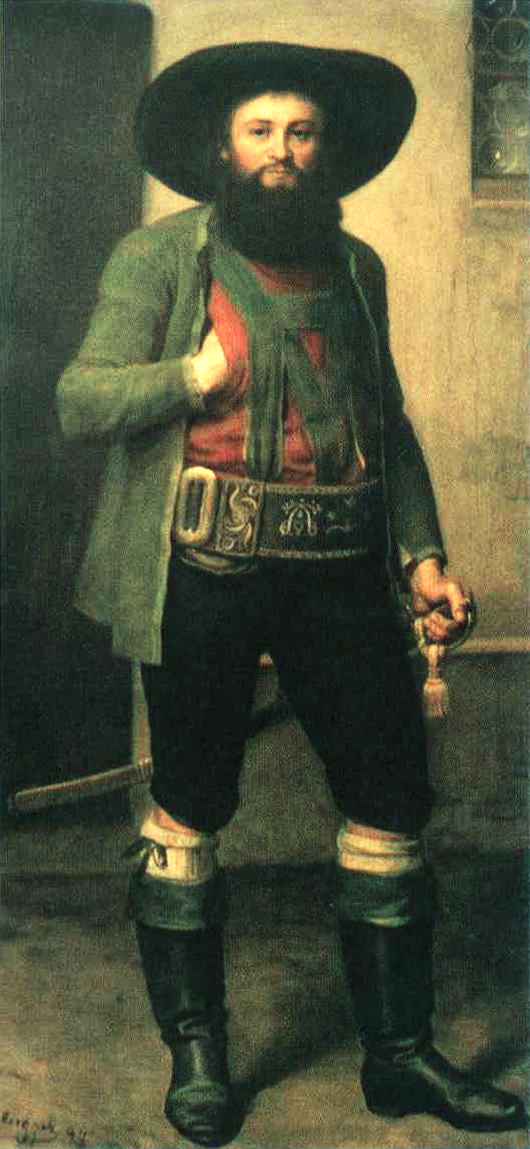
Andreas Hofer

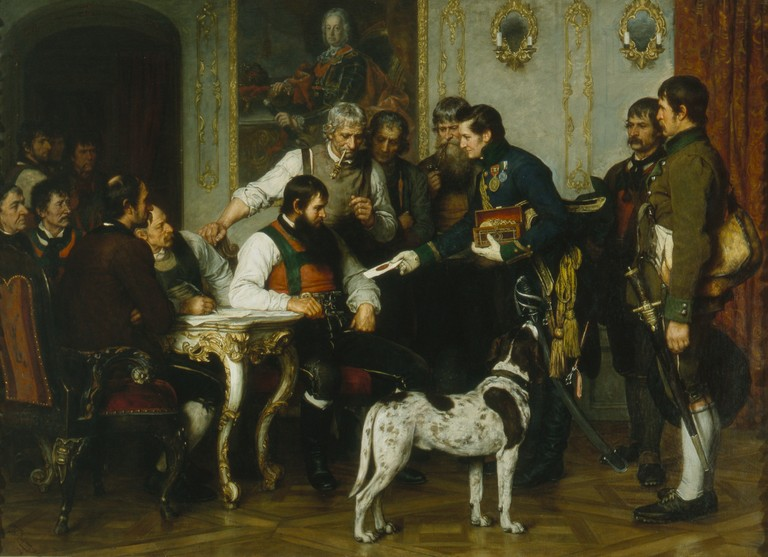
Andreas Hofer e il suo consiglio alla Hofburg di Innsbruck, olio su tela di Franz Defregger, 1879.

Andreas Hofer era a questo punto il padrone di Innsbruck, dove venne accolto trionfalmente. Si autoproclamò «reggente del Tirolo» e istituì un governo provvisorio, in attesa della ormai impossibile restituzione del Tirolo agli Asburgo e della restaurazione della dieta tirolese. Il 19 agosto lanciò un appello all'imperatore. Fu costituito un consiglio di una dozzina di persone, tutti contadini o locandieri. Coscienti della loro mancanza di competenza nel campo amministrativo, Hofer richiamò in servizio i funzionari bavaresi.
A settembre si recò a sud in Trentino, dove fece arrestare i due comandanti degli insorti trentini (Bernardino Dalponte e Sebastiano Garbisi) che, con le loro bande, erano dediti al brigantaggio (seppur in precedenza, Dalponte, si era distinto in combattimento). I trentini che parteciparono all'insurrezione furono circa 18000. Successivamente si recò a Bolzano dove, su sua richiesta, Josef von Giovanelli divenne il suo consigliere. Nonostante Hofer avesse ottenuto il 4 ottobre un finanziamento dall'imperatore il governo si trovò in grave crisi finanziaria, cosa che provocò una carestia.
Militarmente, il Tirolo poteva contare su 36 000 schützen, 40 000 riservisti della landsturm ed inoltre una cinquantina di soldati imperiali austriaci che avevano disertato dall'armata di Buol per combattere assieme ad Hofer. I territori più favorevoli all'insurrezione si trovavano nei dintorni di Bressanone, Bolzano e Merano. Contadini, basso clero e nobiltà si dimostrarono sostenitori dell'insurrezione, mentre la borghesia, l'alto clero e la popolazione delle citt, che avevano apprezzato le riforme bavaress, si mostravano al contrario più tiepidi, se non ostili, alla rivolta, nonostante fossero in linea di massima, favorevoli agli Asburgo.
In settembre il padre cappuccino Haspinger e Josef Speckbacher lanciarono una spedizione nel contado salisburghese, per cercare di estendere la ribellione. I tirolesi sconfissero i bavaresi al colle di Lueg ed occuparono Hallein, ma solo pochi salisburghesi si unirono a loro e un contrattacco condotto da Lefebvre li costrinse a ripiegare.

### Politica reazionaria degli insorti
Sul piano politico e giuridico, il breve periodo di governo di Hofer fu contraddistinto da una politica di tipo reazionario e clericale, mirata a restaurare l'ordinamento politico medioevale dell'Antico Regime e caratterizzato da una visione cattolica integralista. Dopo aver occupato Innsbruck, sgomberata dai francobavaresi, Hofer arringò la popolazione esponendo il suo pensiero politico: "Tutti quelli che vogliono essere miei compagni d'arme, devono combattere da valorosi, onesti e bravi Tirolesi per Dio, l'imperatore e la patria".
Hofer abrogò la legislazione illuminista introdotta dai bavaresi, cosa che comportò il ripristino dei privilegi per l'aristocrazia e del clero.
Portò avanti una politica religiosa integralista che abrogò inoltre la libertà religiosa, discriminando i non cattolici, e impose rigide limitazioni delle libertà civili. Di conseguenza protestanti, ebrei, ma anche le donne tornarono in un ruolo subordinato. Emise una serie di editti moraleggianti: i balli e le feste danzanti popolari furono vietate; le donne dovevano portare i capelli in modo ritenuto “castigato” ed indossare abiti che coprissero braccia e spalle; le locande avrebbero dovuto chiudere durante l'orario delle cerimonie religiose. Nel suo "mandato sul buoncostume" si legge: "Molti dei difensori della patria sono adirati perché le donne si coprono il petto e le braccia troppo poco o con veli trasparenti, e in tal modo provocano stimoli peccaminosi, che devono dispiacere altamente a Dio". L'obbligo di vaccinazione antivaiolosa fu abrogato.
Dopo il suo arrivo a Innsbruck case e negozi degli ebrei e degli orologiai della città vennero saccheggiati. Anche diversi studenti, solo perché abitavano presso ebrei, nonostante avessero cercato di dimostrare di essere cattolici, vennero trattati come ebrei e derubati.

## Trattato di Schönbrunn
Il momentaneo successo degli insorti non poteva avere seguito: l'impero aveva già perso la guerra e Napoleone aveva ormai occupato Vienna. In Tirolo però la non c'era un quadro chiaro della situazione e circolavano voci contraddittorie riguardo ai negoziati fra la Francia e l'Austria. Oltretutto, nonostante avesse ormai perso la guerra, l'imperatore Francesco I aveva inviato 3000 ducati di finanziamento a Hofer.
Già il 26 settembre ci fu un primo contrattacco da parte napoleonica, allorquando il generale Luigi Gaspare Peyri al comando di 4 000 italiani liberò Trento. Tuttavia il capitano dei bersaglieri tirolesi Josef Eisenstecken contrattaccò e con 20 000 uomini fermò l'avanzata italiana piazzandosi di fronte a Trento. Ma il 10 ottobre gli italiani fecero una sortita, e questa volta i Tirolesi furono presi dal panico e furono sbaragliati.
Il 14 ottobre, l'Impero Austriaco e l'Impero Francese firmarono il trattato di pace di Schönbrunn, successivamente suggellato dalla nozze di Napoleone con Maria Luisa, figlia dell'Imperatore d'Austria.
Napoleone rifiutò categoricamente che il Tirolo, ormai dipendente dalla Baviera e dall'Italia, fosse restituito all'Impero Austriaco, anche se Francesco I e (soprattutto) l'arciduca Giovanni ne avevano reclamato la restituzione, mentre Metternich si era mostrato indifferente. A seguito dei negoziati, gli Asburgo persero numerosi territori: fu fra le altre cose confermata la sovranità bavarese sul Tirolo e Vorarlberg, anche se il Trentino e Bolzano passarono al Regno d'Italia. Napoleone promise tuttavia il perdono a tutti gli insorti che avessero deposto le armi.

## Controffensiva di Eugenio di Beauharnais

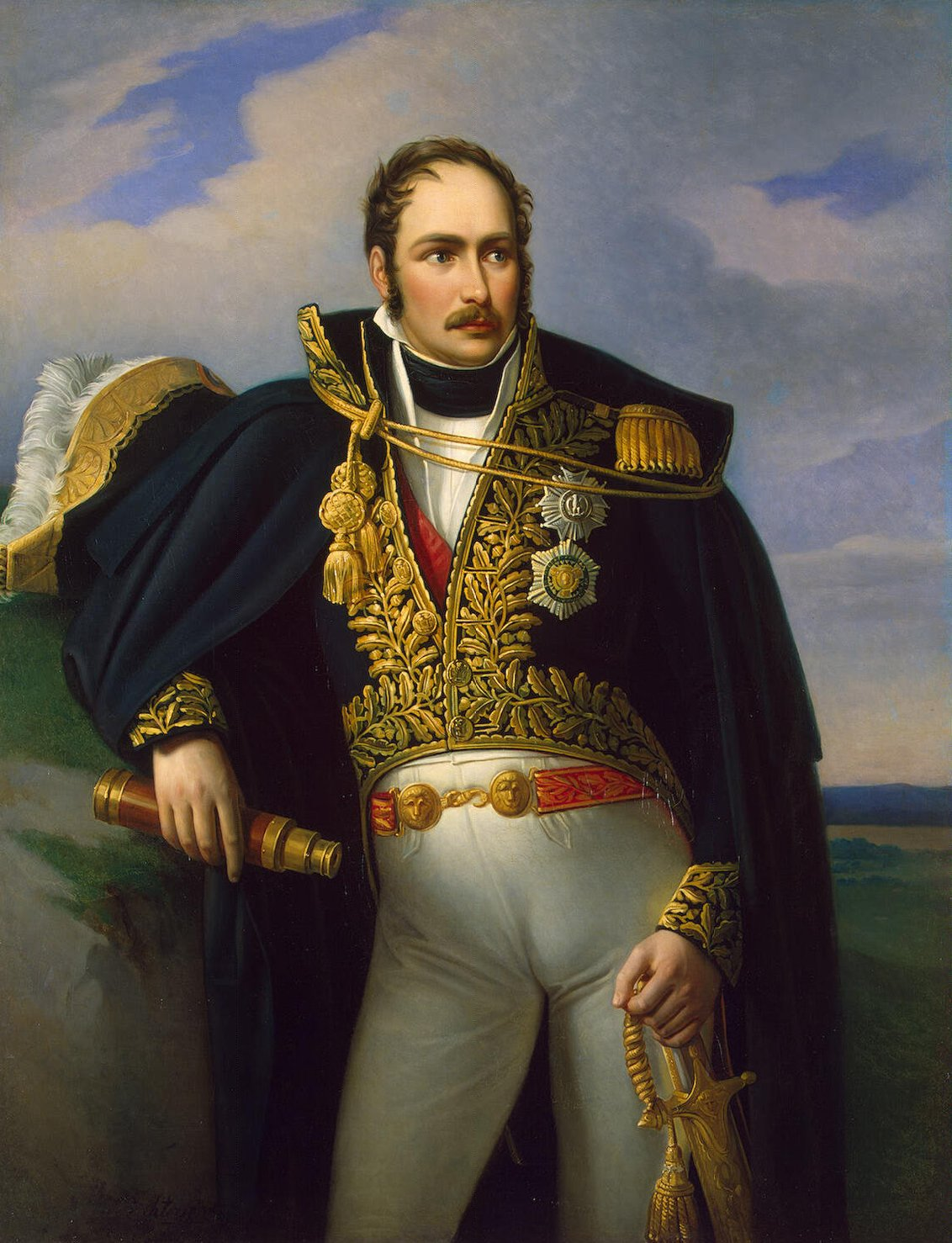
Eugenio di Beauharnais, principe di Venezia, viceré d'Italia

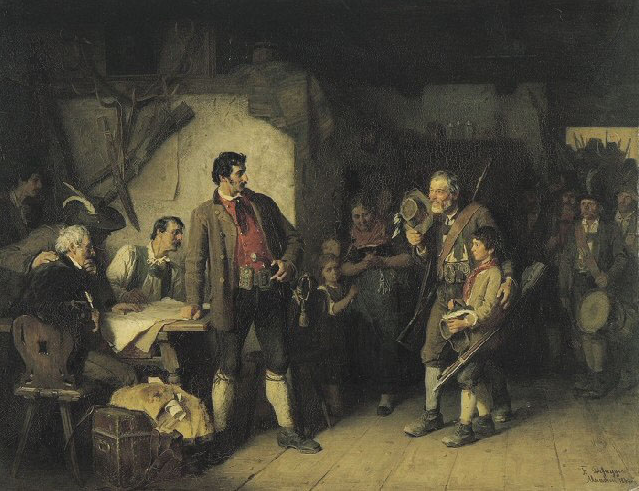
Speckbacher e i suoi figli all'albergo St. Johann, olio su tela di Franz Defregger, 1896.

Il giorno stesso della firma del trattato, Napoleone incaricò il generale e viceré d'Italia Eugenio di Beauharnais di pacificare il Tirolo: 42 000 uomini furono posti ai suoi ordini. Il generale francese Drouet d'Erlon doveva attaccare da nord alla testa di tre divisioni bavaresi, il generale Baraguey d'Hilliers si dispose a sud est con l'armée d'Italie, forte anch'essa di tre divisioni. Al sud Peyri fu rimpiazzato da Honoré Vial. L'attacco principale questa volta fu pianificato da sud, attraverso la valle dell'Adige, meno facilmente difendibile.
I bavaresi furono i primi ad attraversare la frontiera il 16 ottobre. L'indomani travolsero i bersaglieri di Speckbacher a Melleck. Nel campo tirolese il morale delle truppe tracollò, gli uomini mantenevano con difficoltà il loro equilibrio, e molti cominciarono a disertare. Hofer dovette abbandonare Innsbruck il 21 ottobre per trincerarsi sul Monte Isel.
I bavaresi conquistarono Innsbruck il 25 ottobre, nel mentre 8 000 contadini raggiunsero Hofer sul Monte Isel. Il 27 Hofer apprese della firma del trattato di Schönbrunn. Turbato, intavolò dei negoziati, ma il fanatico padre Haspinger lo convinse a desistere. La battaglia cominciò il 1º novembre: in un'ora il Monte Isel fu preso dai bavaresi e i tirolesi, in fuga disordinata, ripiegarono fino al passo del Brennero. Lo stesso giorno anche le truppe di Baraguey d'Hillier entrarono in Tirolo da sud. Su consiglio di due dei suoi uomini, padre Josef Daney e Jakob Sieberer, Hofer decise di arrendersi e scrisse una lettera di sottomissione all'indirizzo di Eugène de Beauharnais.

## Temporanea resa di Hofer

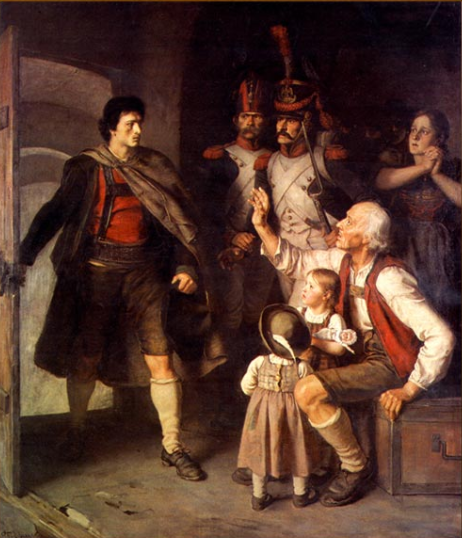
Peter Sigmair, olio su tela di Franz Defregger, 1893.

Daney e Sieberer consegnarono la dichiarazione di resa di Hofer ad Eugenio di Beauharnais il 5 novembre, che accettò garantendo la propria clemenza. Tuttavia alcuni dei capi dell'insurrezione non si rassegnarono alla capitolazione, fra questi Peter Mayr che incontrò Hofer accusandolo di fellonia. Influenzabile, Hofer tradì gli impegni sottoscritti e decise di ordinare la ripresa delle ostilità. Tuttavia l'8 novembre, Daney e Sieberer raggiunsero nuovamente Hofer e riuscirono a fargli firmare un nuovo atto di sottomissione. Avendo avuto garantita la sua incolumità, il 9 Hofer raggiunse il suo albergo; nel frattempo le compagnie venivano smobilitate e i prigionieri rilasciati. Solo Peter Mayr e Johann von Kolb continuavano a combattere, ma furono annientati l'8 novembre dalle truppe del generale Rusca, in val Pusteria.
L'intero Tirolo era a questo punto occupato e pacificato.

## Terza offensiva degli insorti e fine dell'insorgenza
Tuttavia gli ultimi irriducibili, fa cui il fanatico padre Haspinger, raggiunsero Hofer presso il suo albergo e lo convinsero a mettersi al comando di una nuova rivolta. Il 12 novembre, Hofer riprese di nuovo le armi. Completamente succube di padre Haspinger, rifiutò da questo momento in avanti qualsiasi trattativa di pace, giungendo a minacciare di morte padre Daney e Sieberer. Questa volta tuttavia, molti tirolesi gli voltarono le spalle, rifiutandosi di proseguire i combattimenti.
Il 16 novembre a Merano, gli insorti attaccarono e vinsero gli italiani di Rusca che ripiegarono su Bolzano. Due giorni dopo, una colonna francese fu attaccata a San Leonardo in Passiria, i francesi si ritirarono nel villaggio ma furono circondati e si arresero dopo quattro giorni di combattimenti.
Ma queste vittorie restarono senza seguito, il generale Louis Baraguey d'Hilliers arrivò in breve con dei rinforzi e i bersaglieri furono dispersi. Il 2 dicembre, un ultimo attacco contro Brunico fu respinto. Il 12 novembre, Eugène de Beauharnais promulgò un decreto, lasciando cinque giorni di tempo ai tirolesi per deporre le armi, passato tale termine tutti coloro presi con le armi in mano sarebbero stati fucilati. Speckbacher, Straub, Haspinger e von Kolb fuggirono all'estero. La repressione si mise in moto e fu maggiormente severa ad est e ad ovest, a Bolzano e Bressanone molti tirolesi furono fucilati di fronte alla cattedrale. Ad est il generale Broussier presiedette un tribunale militare che fece fucilare molti prigionieri. Peter Mayr fu giustiziato il 10 febbraio 1810.
Andreas Hofer rifiutò di arrendersi al generale Baraguey d'Hilliers malgrado la promessa di avere salva la vita e rifiutò allo stesso tempo di lasciare il Tirolo, preferendo nascondersi. Su di lui a questo punto venne messa una taglia di 1 500 fiorini. Assieme alla famiglia Hofer cercò rifugio dapprima a San Leonardo in val Passiria, in località Kellerlahn e poi presso la Malga Pfandler.
Dopo meno di otto settimane fu però denunciato da Franz Raffl, un ex bersagliere tirolese. Il 27 gennaio Andreas Hofer fu arrestato da soldati francesi e italiani e quindi internato nella fortezza di Mantova. Informato, Napoleone, esasperato dai svariati voltafaccia di Hofer, ordinò che fosse giustiziato entro le 24 ore. Processato, Andreas Hofer fu condannato a morte e fucilato il 20 febbraio 1810.

## Epilogo

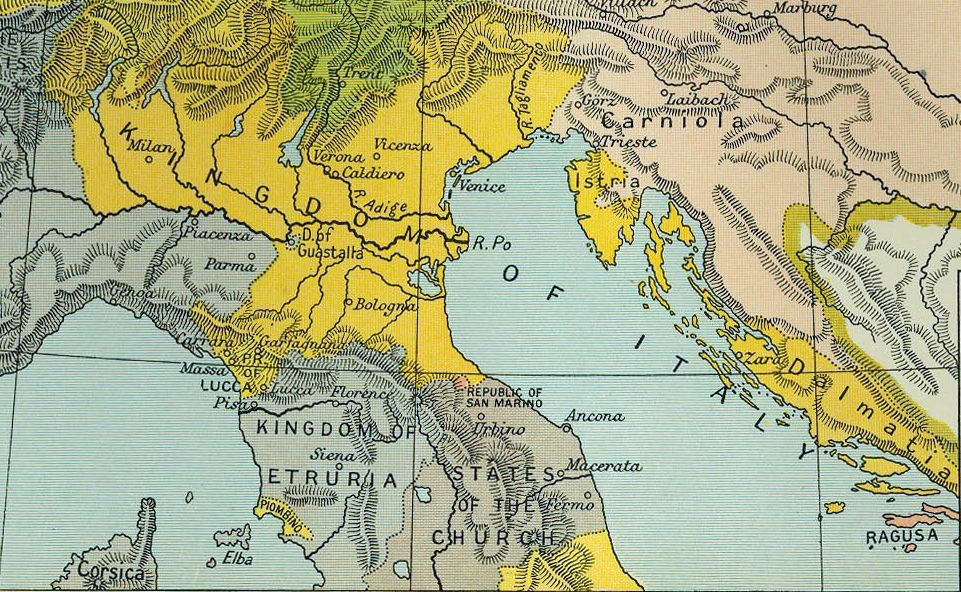
Il Regno d'Italia nel 1807

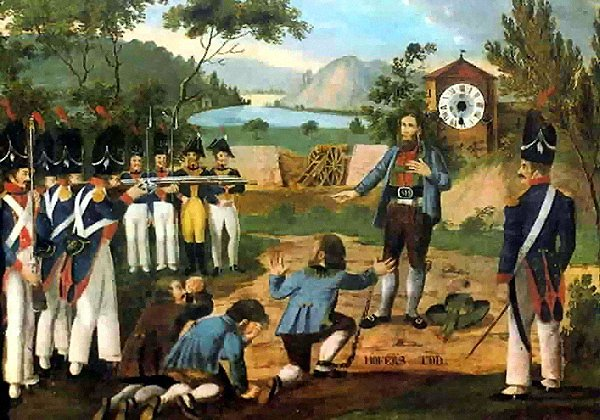
Fucilazione di Hofer a Mantova

La guerra aveva provocato 2 500 morti nel campo tirolese e 5 000 fra francobavaresi ed alleati. La morte di Hofer segnò la fine dell'insurrezione; il 28 febbraio 1810 il Tirolo fu suddiviso fra la Baviera e l'Italia. La coscrizione fu renitrodotta e 4000 tirolesi furono arruolati nell'esercito bavarese, e parteciparono, fra le altre cose, alla campagna di Russia. Nell'agosto 1813, a seguito della guerra della sesta coalizione, l'Austria ruppe la sua alleanza con la Francia riprendendo parte del Tirolo. Nell'ottobre la stessa Baviera voltò le spalle alla Francia unendosi alla coalizione. Alcune migliaia di contadini condotti da Speckbacher, Haspinger, Eisenstecken et Sieberer si radunarono chiedendo la restituzione del Tirolo agli Asburgo. Il 30 maggio 1814 la Baviera cedette ufficialmente il Tirolo agli Asburgo. La Contea del Tirolo fu però ricostituita nei confini del 1803: l'autonomia del Trentino infatti, non fu infatti restaurata e il suo territorio, da questo momento in avanti, fu sottoposto alla giurisdizione tirolese.
Con la Restaurazione le vicende dell'insorgenza caddero nell'oblio. La rivolta fu dimenticata nello stesso Tirolo: la situazione economica permaneva negativa ed era diffusa fra i tirolesi l’opinione che la guerra fallita, con tutte le sue devastazioni, fosse la causa principale della crisi.  Inoltre molte delle misure legislative contro cui i rivoltosi avevano combattuto erano state conservate dall'impero d'Austria, cosicché anche sul piano politico l'insurrezione appariva un sostanziale fallimento. Il governo austriaco non commemorò le vicende; fra gli altri Metternich considerava Hofer soltanto un pericoloso ribelle. Il governo d'altronde non aveva interesse a celebrare uomini che, prima erano stati istigati e quindi abbandonati dall'imperatore. A Vienna era ben noto il malcontento esistente in Tirolo per la conferma della legislazione napoleonica, cosicché le autorità imperiali non potevano certo favorire la conservazione del ricordo di chi si era sollevato in armi contro di essa. Inoltre gli Asburgo non si fidavano dei tirolesi.

## Mito dell'insorgenza
Furono i poeti romantici a dare notorietà alle vicende dell'insorgenza,  fra questi il fondatore del romanticismo inglese, William Wordsworth, che compose quattro sonetti dedicati a Hofer. Anche Coleridge, Lord Byron, e i coniugi Shelley se ne interessarono. Lo scrittore tedesco Theodor Körner aveva dedicato ad Hofer alcuni versi prima di morire. I poeti romantici crearono lo stereotipo dei semplici montanari "combattenti per la propria libertà".
Nel 1823 cinque Kaiserjäger, reduci dalla repressione dei moti del 1820 a Napoli, trafugarono la salma di Hofer da Mantova. Le autorità colsero l'occasione per sfruttare l'immagine di Hofer. Il corpo fu inumato nella chiesa di corte di Innsbruck con una solenne cerimonia. Iniziava così l'invenzione del mito dell'insorgenza in funzione nazionalistica: Hofer venne presentato come un patriota, fedele all'imperatore e difensore della religione, il tutto sintetizzato dal motto “Dio, Imperatore e Patria” (“Gott, Kaiser und Vaterland”). La retorica ufficiale comportò la rimozione dei reali obiettivi della rivolta (la crisi economica, l'opposizione alla vaccinazione, l'integralismo religioso, ecc.), anche perché molte delle riforme che avevano suscitato malcontento erano state confermate dallo stesso impero d'Austria, che aveva conservato buona parte della legislazione napoleonica,  confermato l'obbligo vaccinale ed introdotto il servizio di leva. Scomparve inoltre dalla retorica ufficiale l'atteggiamento ambiguo tenuto da Francesco I verso gli insorti, istigati alla rivolta quando ormai era inutile e poi abbandonati a sé stessi.
Nel frattempo si era creato un interesse turistico sulla vicenda, alimentato dalle guide di viaggio. Nel 1830, grazie ai poeti romantici, Hofer era diventato nel resto d'Europa un'icona tipica tirolese, ed era descritto come un montanaro semplice e popolare, un impavido capopopolo, un guerriero che aveva lottato contro gli invasori della sua terra. Cominciava inoltre ad essere un simbolo del pangermanismo. Nel 1831 fu scritto il canto di Andreas Hofer, inno pangermanista, che ebbe un notevole successo, cristallizzando gli stereotipi.
Durante le guerre di indipendenza italiane (1848-1866) Hofer fu utilizzato in funzione antiliberale ed anti italiana, per divenire compiutamente, dopo il 1809, un'icona del pangermanismo.
Altri poeti alimentarono l'immagine popolare di Hofer. Guide di viaggio, opere teatrali e musicali a fine ottocento promossero un turismo di contenuto storico. Nel primo Novecento in tutto il Tirolo si innalzarono monumenti e si dedicarono a lui strade e piazze. Si consolidò così la visione popolare ed eroica di questo personaggio e l'idea che il popolo tirolese avesse un istinto di libertà che lo porterebbe a insorgere e battersi contro il dominio degli stranieri. Questa immagine fu risaltata nel 1909 con il primo giubileo hoferiano.
Successivamente Hofer divenne un'icona del nazismo (il suo antisemitismo lo rese particolarmente adatto). A partire dal secondo dopoguerra ne cominciò lo sfruttamento politico da parte delle associazioni Schützen dell'Alto Adige.

A fianco delle celebrazioni ufficiali, volte a rappresentare Hofer come Freiheitskämpfer (combattente per la libertà), non mancarono voci critiche, che evidenziavano non avevano assolutamente nulla a che fare con la libertà, in quanto mirati a restaurare l'ordine religioso e sociale dell'antico regime. Fra le voci critiche Friedrich Engels si espresse duramente:

### Revisione critica del mito
In tempi più recenti la visione retorica del mito è stata effettuata in termini più equilibrati. Nel 1984 Alexander Langer denunciava la falsità delle celebrazioni ufficiali, senza però indulgere in acritiche demonizzazioni ed evidenziando gli aspetti positivi dell'insorgenza.
Una più rigorosa revisione storica del mito è stata quindi effettuata da storici professionisti, soprattutto in occasione del bicentenario del 2009, quando si è cercato di dare una descrizione oggettiva degli avvenimenti restituendogli la vera dimensione storica. Il tutto in contrasto con la retorica delle celebrazioni ufficiali, ma senza scendere nella denigrazione controcelebrativa.
Alcuni autori affermano che gli insorti non hanno combattuto né per la "libertà", né per la "patria", ma solo per difendere il loro modo di vita tradizionale, stravolto dalle ingerenze dello nuovo corso illuminista, che imponeva il controllo statale anche su società precedentemente isolate e lasciate libere di autogestirsi. Tuttavia le canzone popolari dell'epoca parlano di "patria invasa" (anche canzoni del Tirolo Italiano). Il tentativo di ritornare sotto il dominio degli Asburgo, rinunciando così ai diritti garantiti dalla rivoluzione francese era dettato dall'illusione di sfuggire al peggioramento delle condizioni di vita che si erano avute sotto la Baviera, e che erano in realtà causate dalle continue guerre napoleoniche. In questo contesto il "prima" fu rappresentato come una specie di "età dell' oro".

## Insorgenza tirolese nel cinema
- Il grande agguato (ted.: Der Rebell - Il Ribelle), film del 1932 di Luis Trenker (co-regista con Curtis Bernhardt ed Edwin H. Knopf  ed anche attore nella parte dell'insorto Severino Anderlan).
- Der Judas von Tirol, film del 1933 diretto da Franz Osten.
- La libertà dell'aquila (ted.: Andreas Hofer - Die Freiheit des Adlers), film TV del 2002 diretto da Xaver Schwarzenberger su Andreas Hofer (interpretato da Tobias Moretti).
- Bayern und Tirol - Werft sie den Berg hinab (Baviera e Tirolo - Gettatevi giù dalla montagna), BR 2009, documentario di Bernhard Graf.
- Andreas Hofer - Rebell gegen Napoleon (Andrea Hofer - Ribelle contro Napoleone), ORF 2009, documentario di Bernhard Graf.
- Bergblut (Sangue di montagna), 2010, film drammatico di produzione italo-tedesca, ambientato al tempo dell'Insorgenza tirolese[83]